# A História Bêbada
A História Bêbada é uma série de televisão brasileira exibida originalmente pelo canal Comedy Central Brasil entre os dias 10 de abril e 29 de maio de 2017. A série conta com coprodução do SBT, da Mixer e do Comedy Central e trata-se de uma adaptação do formato do Drunk History, série exibida na versão norte-americana do Comedy Central, na qual os convidados do programa terão que narrar a história do Brasil após serem embriagados.
A atração conta com a apresentação de Danilo Gentili e, por meio de uma parceria entre o SBT e Viacom (proprietária do Comedy Central), a série é exibida como quadro dentro do The Noite, talk show apresentado por Gentili no SBT. Além de atuar como apresentador, Danilo Gentili também atuou como supervisor artístico da série, que conta com a direção de Amílcar Oliveira.

## Formato
A série é baseada no formato do Drunk History, atração que foi criada originalmente para a internet e que posteriormente foi levada para a televisão pela versão norte-americana do Comedy Central. Dentro da atração, os convidados terão que narrar a história do Brasil após serem completamente embriagados. A cada episódio, três fatos históricos do Brasil serão narradas pelos convidados, totalizando 24.

## Produção
A Viacom e o SBT anunciaram a parceria para a produção da atração, junto com a Mixer, em fevereiro de 2017. As gravações da primeira temporada foram feitas em diversas locações localizadas em cidades como Santos, Santana de Parnaíba e São Paulo e contou ao todo com dois meses de gravações, 684 figurinos, 159 sets e um total de mais de 250 personagens interpretados na série.

## Temporadas

### 1.ª temporada
A primeira e única temporada de A História Bêbada estreou no dia 10 de março de 2017 no Comedy Central e contou ao todo com oito episódios. Tal como foi acordado com o SBT, a atração é exibida como quadro do The Noite, tendo a sua primeira exibição dentro do talk show de Danilo Gentili em 13 de abril de 2017.

## Elenco
Narradores
- Alexandre Herchcovitch
- Alex Baldin
- André Santi
- Arianna Nuts
- Ben Ludmer
- Camila Raffanti
- Danilo Gentili
- Davi Mansour
- Diogo Portugal
- Fabio Gueré
- Fernando Castaño
- Ígor Guimarães
- Juliana Oliveira
- Léo Lins
- Murilo Couto
- Nil Agra
- Patrick Maia
- Pietra Príncipe
- Rafael Marinho
- Rogério Morgado
- Rogério Skylab
- Rominho Braga
- Thiago Ventura

Convidados especiais
- Alexandre Herchcovitch
- Alexandre Porpetone
- Leão Lobo
- Carlos Moreno
- Falcão
- Rita Cadillac
- Bege Muniz
- Éverson Gonçalves
- Flávio Montenegro
- Gunter Sarfert
- Muriel Munin
- Vinicius de Moraes
- Pereio

Trupe fixa de atores
- Adriana Pires
- Carla Zanini
- Cléber Colombo
- Ed Moraes
- Felipe de Paula
- Felipe Montanari
- Giulia Nadruz
- Igor Pushinov
- Ingrid Gaigher
- Lino Camilo
- Maria Fanchin
- Samanta Precioso